# Ачит (Караидельский район)
Ачи́т (баш.  Əшет) — упразднённый в 1986 году посёлок Караидельского поселкового Совета народных депутатов Караидельского района Башкирской АССР. Ныне на территории Магинского сельсовета Караидельского района Республики Башкортостан.

## История
В справочнике на 1 июня 1952 года Ачит не обнаружен.
В 1956 году во вновь образованный Магинский сельсовет вошли п. Ачит, п. Берёзовый лог и п.Магинск. В 1969 году после реорганизации посёлки вошли в состав Караидельского поссовета
по состоянию на 1 января 1969 года, 1 июля 1972, 1 сентября 1981 года посёлок входил в Караидельский поссовет, преобладающая национальность — татары.
на 1 января 1969 года число жителей — 289.
Исключён из учётных данных Указом Президиума ВС Башкирской АССР от 12.12.1986 № 6-2/396 «Об исключении из учётных данных некоторых населённых пунктов»).